# ビアンカ・ベロヴァー

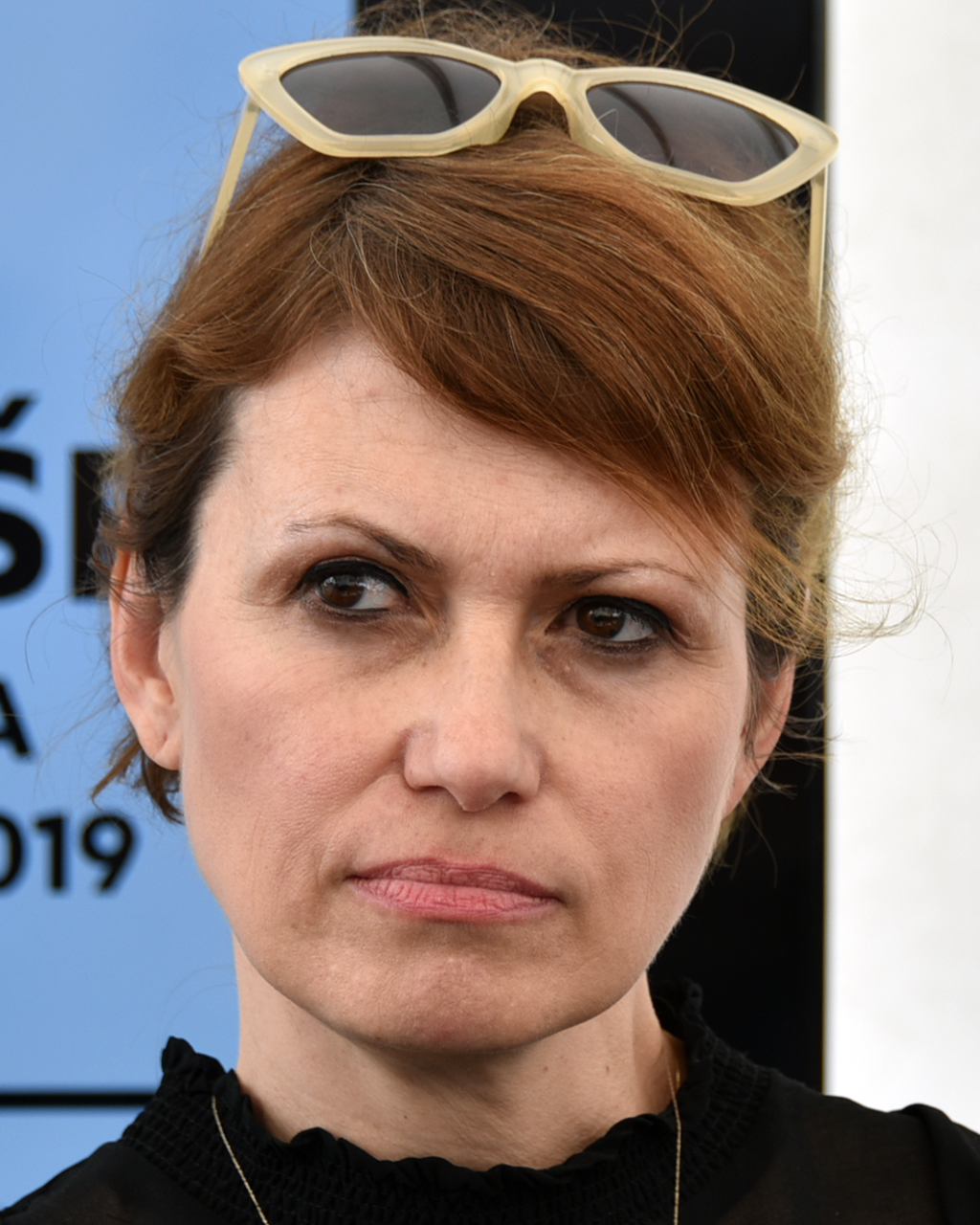
Bianca Bellová in 2019

ビアンカ・ベロヴァー（Bianca Bellová、1970年 - ）は、チェコの作家である。
Jezero(邦題:湖)で、チェコの文学賞であるマグネジア・リテラ賞とEU文学賞を受賞。